# Светлое (озеро, Денисовский район)
Светлое (каз. Жарық) — озеро в Денисовском районе Костанайской области Казахстана. Находится в 12 км к северо-западу от села Георгиевка.
По данным топографической съёмки 1943 года, площадь поверхности озера составляет 3,2 км². Наибольшая длина озера — 2,1 км, наибольшая ширина — 1,8 км. Длина береговой линии составляет 6,6 км, развитие береговой линии — 1,03. Озеро расположено на высоте 267 м над уровнем моря.